# Amphoriscus gastrorhabdifera
Amphoriscus gastrorhabdifera är en svampdjursart som först beskrevs av Burton 1932.  Amphoriscus gastrorhabdifera ingår i släktet Amphoriscus och familjen Amphoriscidae. Inga underarter finns listade i Catalogue of Life.